# Јожеф Браун
Јожеф Браун (мађ. Braun József, Barna József; 21. новембар 1902) је био мађарски фудбалер, олимпијац, пореклом Јевреј који је играо на позицији десног крила. Браун је каријеру започео у Мађарској пре него што ју је завршио у америчкој фудбалској лиги. За репрезентацију Мађарске је одиграо 27 утакмица и постигао 11 голова. Након повлачења из игре, радио је као тренер неколико година. Браун је убијен 1943. у нацистичком логору за присилни рад.

## Клупска каријера
Браун је као јуниор играо за ВАК из Будимпеште. Године 1916. потписао је за МТК Будимпешта и играо је у Мађарској првој лиги, где је играо првенствено као десно крило. Године 1919. изабран је за мађарског играча године. Током година са МТК Будимпешта, Браун је освојио девет шампионата Мађарске и два купа Мађарске. Повукао се из играња 1925. године након вишеструких повреда.
Године 1929. преселио се у Сједињене Државе, где је покушао да се врати фудбалу са бруклинским Хакоом из Америчке фудбалске лиге. Одиграо је 17 утакмица пре него што је прешао у Бруклин вондерерсе у јесен 1929. Одиграо је 11 утакмица током сезоне 1929–30, а затим се трајно повукао из активног бављења фудбалом.

## Репрезентација
Након што је дебитовао на међународној сцени са 17 година, Браун је одиграо 27 утакмица и постигао 11 голова за репрезентацију Мађарске. Његов деби за репрезентацију Мађарске је била утакмица и победа над Аустријом 6. октобра 1918. године. Његова последња утакмица за репрезентацију је била утакмица са Португалом у децембру 1926. где је Мађарска ремизирала 3-3.
Био је члан мађарске фудбалске репрезентације на Летњим олимпијским играма 1924. где је одиграо две утакмице.

## Тренер
Прекидом активне фудбалске каријере рад у спорту је наставио као тренер. Током 1932 године био је члан четворочлане комисије у улози тренера норвешког националног тима на четиру утакмице. Браун је касније тренирао ШК Слован Братислава од 1935-38.

## Смрт у нацистичком логору
Због свог јеврејског порекла био је послат на принудни рад на Источни фронт у Другом светском рату, тамо је и убијен у нацистичком логору за принудни рад у близини Харкова 1943. године у  у Украјини.

## Достигнућа
- 9× мађарски шампион: 1917, 1918, 1919, 1920, 1921, 1922, 1923, 1924 и 1925.
- 2× победник Купа Мађарске: 1923 и 1925.
- Мађарски фудбалер године 1919.
- 28 утакмица и једанаест голова за фудбалску репрезентацију Мађарске